# Fowler Mountain
Fowler Mountain est une montagne située dans l'État du Connecticut (États-Unis) et faisant partie de Metacomet Ridge, une longue arête rocheuse des Appalaches qui traverse le sud de la Nouvelle-Angleterre sur 160 kilomètres de long. Le sommet s'élève à 230 mètres d'altitude. Fowler Mountain est une destination populaire pour la pratique de sports en plein air, réputée pour ses falaises, son microclimat ainsi que sa faune et sa flore variées.

## Géographie

### Topographie
Fowler Mountain s'élève abruptement en présentant des falaises de 90 mètres de hauteur orientées à l'ouest. Elle s'étend sur 1,9 kilomètre de long pour 800 mètres à son point le plus large, bien que le relief rende cette distance au sol plus importante. Son point culminant atteint 230 mètres d'altitude. Elle se situe sur le territoire des villes de Wallingford et Durham. Elle se prolonge au nord par Trimountain et au sud par Pistapaug Mountain. La montagne est largement boisée et offre peu de points de vue sur les vallées environnantes.

### Hydrographie
Fowler Mountain est un important aquifère. Deux réservoirs se trouvent à sa base : William J. Ulbrich Reservoir à l'ouest et Pistapaug Pond au sud, qui sépare la montagne de Pistapaug Mountain.
Les eaux du versant oriental s'écoulent dans la Coginchaug River, affluent du fleuve Connecticut, tandis que la moitié occidentale de Fowler Mountain appartient au bassin du Quinnipiac, à travers la Muddy River, qui se jette directement dans l'océan Atlantique au Long Island Sound.

### Géologie
Fowler Mountain, comme la plus grande partie de Metacomet Ridge, est composée de basalte, une roche volcanique. Elle s'est formée à la fin du Trias lors de la séparation de la Laurasia et du Gondwana, puis de l'Amérique du Nord et de l'Eurasie. La lave émise au niveau du rift s'est solidifiée en créant une structure en mille-feuille sur une centaine de mètres d'épaisseur. Les failles et les séismes ont permis le soulèvement de cette structure géologique caractérisée par de longues crêtes et falaises.

### Écosystème
La combinaison des crêtes chaudes et sèches, des ravines froides et humides et des éboulis basaltiques est responsable d'une grande variété de microclimats et d'écosystèmes abritant de nombreuses espèces inhabituelles pour la région. Fowler Mountain est un important corridor migratoire saisonnier pour les rapaces.

## Activités

### Tourisme
La montagne est ouverte à la randonnée pédestre, à la raquette à neige, au pique-nique et à diverses autres activités de détente. La natation, le canotage et la pêche sont interdits dans les réservoirs. Une partie des 80 kilomètres de sentiers du Mattabesett Trail, maintenu par la Connecticut Forest and Park Association, traverse la montagne. Il s'étend du nord de Lamentation Mountain, où il est relié à Metacomet Trail, jusqu'au sud de Totoket Mountain ; toutefois, aucun point d'accès n'existe depuis le piémont, il faut donc franchir au préalable Trimountain ou Pistapaug Mountain.

### Menaces et protections environnementales
La principale menace qui pèse sur Fowler Mountain est l'étalement périurbain à l'est. Cependant, l'essentiel de la partie sommitale et du versant occidental est protégé au sein du Trimountain State Park et comme réserve hydrologique.
En 2000, la montagne a fait l'objet d'une étude du National Park Service en vue d'être intégrée dans un nouveau National Scenic Trail, le New England National Scenic Trail, qui aurait inclus le Metacomet-Monadnock Trail au Massachusetts d'une part, les Mattabesett Trail et Metacomet Trail au Connecticut d'autre part. Le Wallingford Land Trust et le Middlesex Land Trust veillent à la conservation et à la préservation du panorama.